# 殘積層

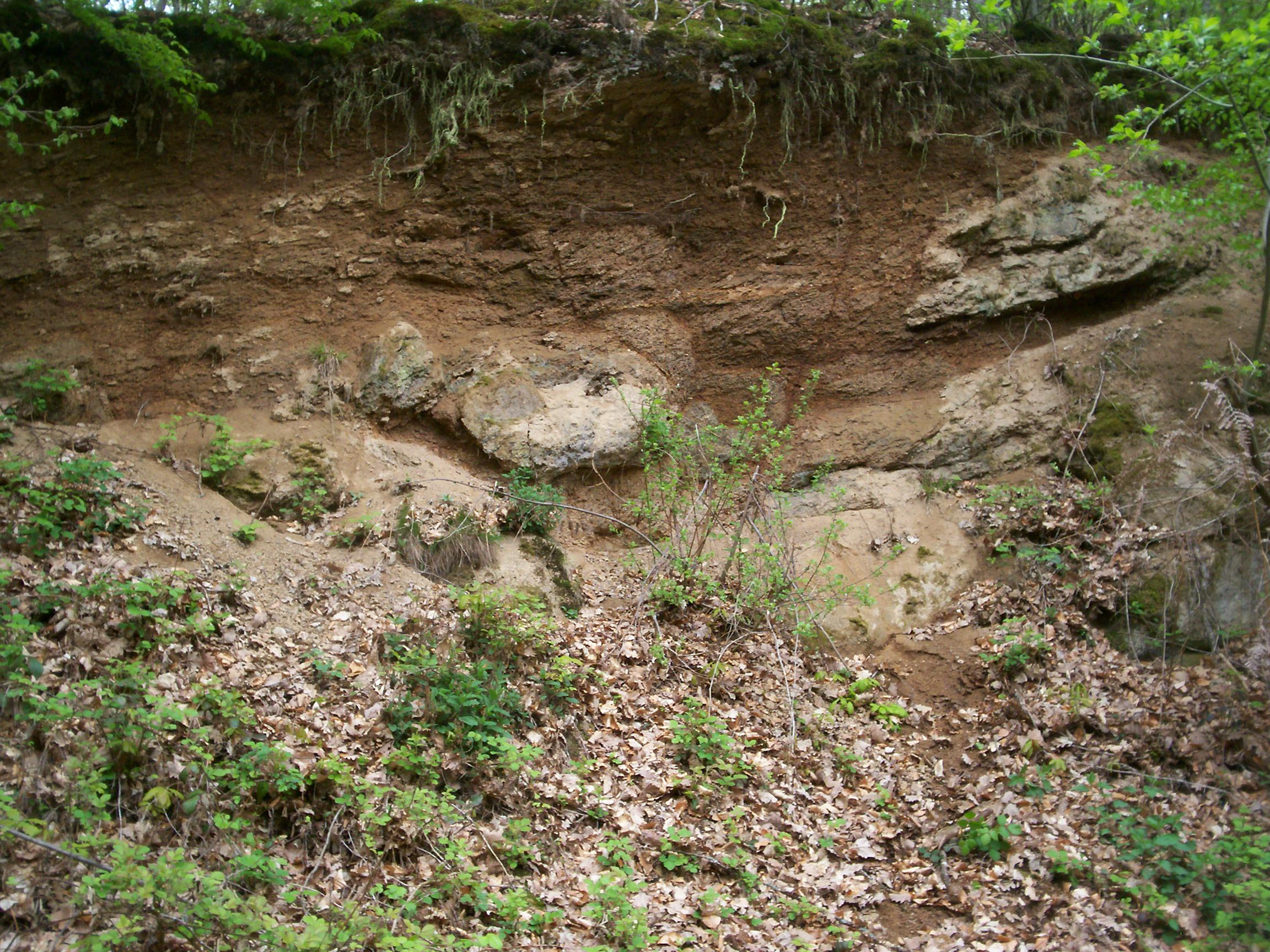
殘積層

在地质学中，殘積層（英語：eluvium）或殘積物（eluvial deposits）是通过风化，或风化加重力运动，或堆积作用，在原地形成的地质沉积物和土壤。
物質從一個地層或土層中流失的過程称为殘積作用或淋洗作用（二者在一些語境下有區別，詳見淋溶作用）。該術語在地质学和土壤科學中的用法有所不同。在土壤科学中，殘積（eluviation）是指水向下渗流穿过土層将土壤物质从土壤上层输送到下层，而这些物质在下层积累（澱積層）的過程稱為澱積作用。地质学中不考慮流失的物质，而沉积物（殘積物）是剩下的物质。降水量超过蒸发量时，淋溶作用就会发生。
由于殘積作用形成的土壤層位稱為殘積帶或殘積層。在典型的土壤剖面中，殘積層是指位于A层的下部之內的（符号：Ae）或A层下方獨立一層（E层）的浅色区域（取決於具體文獻和語境） ，其中殘積過程在E層最激烈和迅速。也有一些文獻認為，殘積帶包括了A层和獨立的E层，因为嚴格意義上，二者以內都會發生殘積作用。
严格意義上的殘積層（E层）通常为浅灰色、少黏土、有机质含量低，并含有高浓度的由石英和其他穩定礦物组成的淤泥和砂粒。